# Ilario da Viterbo

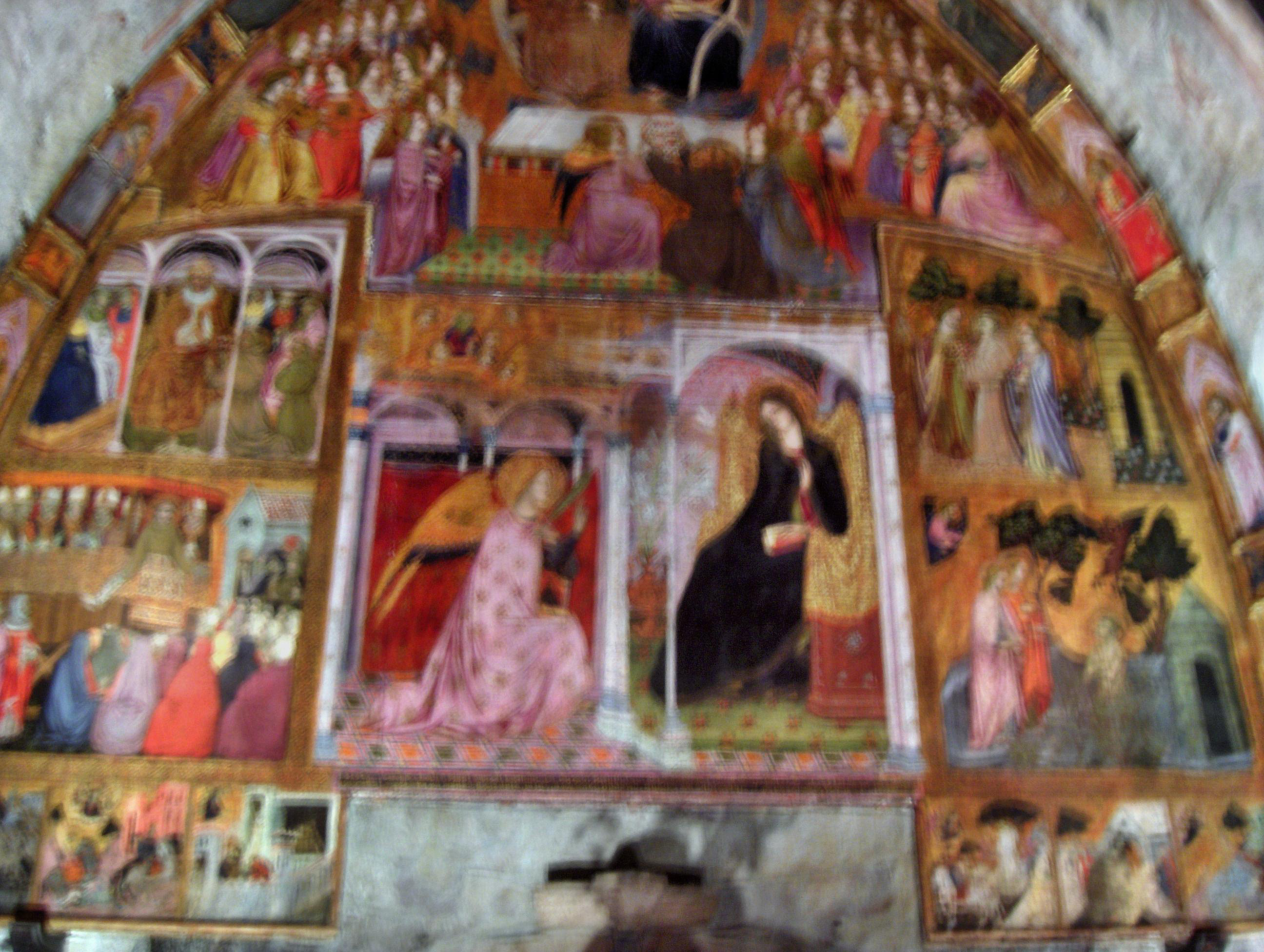
Ilario da Viterbo, Altaarretabel in de Portiuncula

De priester Ilario da Viterbo, wiens volledige naam Ilario Zacchi da Viterbo luidt en die in het Nederlands ook wel Hilarius van Viterbo wordt genoemd, (Viterbo, 14e eeuw), was een Italiaans kunstschilder. Hij schilderde in laat-middeleeuwse stijl (soms gotisch genoemd) en was actief in Umbrië en het noorden van Latium.

## Levensloop
Hij was een tijdgenoot van en wordt gerekend tot de laat-middeleeuwse Italiaanse primitieven uit het tijdperk voorafgaand aan de Renaissance. Hij leefde en werkte enige tijd na Giotto.
Zijn bekendste werk is een altaarretabel uit 1393. Het betreft een polyptiek in de Portiuncula, de kapel waarin door Franciscus van Assisi de bedelorde van de Franciscanen werd gesticht. Deze kapel bevindt zich in de Basilica di Santa Maria degli Angeli in Assisi. De retabel was lange tijd afgedekt met zilver ter bescherming tegen kaarsrook. Na een restauratie is het werk nu te bezichtigen in de Portiuncula.

## Werken
- Annunciazione e Storie del Perdono di Assisi[2] (1393), retabel: polyptiek in zes altaarpanelen in de Portiuncula, Basilica di Santa Maria degli Angeli in Assisi
  - Annunciatie, centrale paneel
  - Sint Franciscus gooit zich in de braamstruik om de verleiding te overwinnen
  - Sint Franciscus komt bij de Portiuncula, begeleid door twee engelen
  - Biddend tot Maria en Jezus vraagt Sint Franciscus om een algemene aflaat ("il Perdono")
  - Sint Franciscus vraagt toestemming aan de Paus
  - Sint Franciscus verkondigt voor allen het grote geschenk van Christus en de kerk

- San Francesco d'Assisi riceve le stimmate, Orazione di Cristo nell'orto di Gethsemani, houten diptiek, Collectie Bartolini Salimbeni Vivai, Florence
- Madonna con Bambino e angeli, tabernakel, Pinacotheek, Assisi
- Madonna con Bambino in trono, Chiesa di S. Agostino, Soriano nel Cimino
- Madonna con Bambino in trono, fresco, Chiesa di Santa Maria Maggiore, Toscane.
- San Rocco, fresco, Chiesa di San Francesco, Viterbo
- Madonna con Bambino, fresco, Chiesa di San Giovanni in Zoccoli, Viterbo
- Crocifissione di Cristo con san Giovanni Battista e san Giacomo Maggiore, fresco, Chiesa di Santa Maria Nuova, Viterbo